# Blow Up the Outside World
Blow Up the Outside World è un singolo del gruppo rock statunitense Soundgarden, pubblicato nel 1996 ed estratto dall'album Down on the Upside.
La canzone è stata scritta da Chris Cornell.

## Tracce
- CD/7" Vinile (Europa)

1. Blow Up the Outside World – 5:46
2. Dusty (Moby mix) – 5:06

## Video
Il videoclip della canzone è stato diretto da Gerald Casale, bassista dei Devo, e girato a Los Angeles.